# 銀泰商業

公司商标

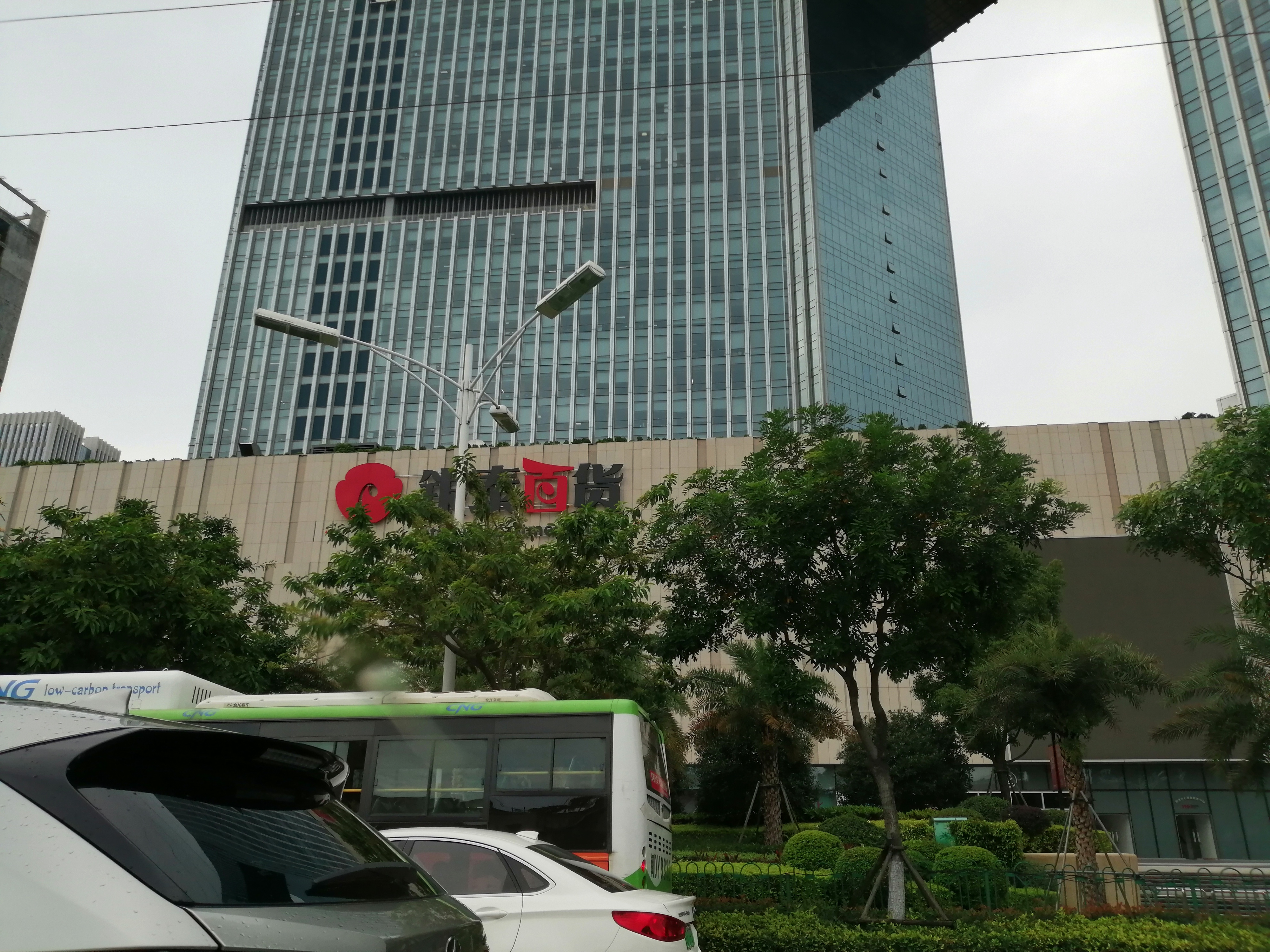
位于厦门市的门店

銀泰商業集團有限公司，前身銀泰百貨（集團）有限公司（港交所除牌前：1833.HK）是一間中國百貨公司，主營在北京、浙江、湖北、四川、陝西和安徽的百貨零售業務。銀泰百貨成立於1998年，第一家開業於杭州（銀泰百貨武林店A座），總部設在北京。

## 公司发展
- 2007年3月，銀泰百貨在香港進行公開招股，集資最多24.3億港元，中國人壽旗下基金及迪生創建大股東潘迪生家族亦有認購。銀泰百貨亦持有百大集團及武漢武商集團部份股權。[1]
- 2010年10月，銀泰百貨以16.12億元向恒基地產收購北京燕莎友誼50%股權，收購全以發行股份形式完成。收購完成後，恒基地產持有銀泰百貨7.74%。[2]
- 2014年3月31日，阿里巴巴集團以認購銀泰百貨新股及可轉換債券的方式進行投資，總投資額53.7億元港幣。根據協議，銀泰將以每股7.5335元，向阿里發行2.205億股新股，作價相當於停牌前收市價9.13元折讓16.6%，佔已發行股本9.9%。另公司會向阿里發行37.06億元可換股債券，即日起阿里於未來三年內隨時可按換股價7.9102元換取4.896億股新股，阿里最多持有銀泰26.13%股權。
- 2015年7月，銀泰商業前主席沈國軍減持持有的銀泰商業股權，向其家人、孫濤及唐越出售18%股權，沈國軍持有股權減至12%。[3]
- 2017年1月10日，阿里巴巴集團聯同銀泰百貨創始人沈國軍，建議以每股10港元，斥資197.9億元私有化銀泰商業，完成收購後阿里巴巴將成為銀泰的控股股東，持股比例預計增至73.73%。
- 2018年3月30日，銀泰商業斥資33.61億人民幣向西安国际医学投资股份有限公司收購西安開元商城100%股份。
- 2020年12月14日，因阿里巴巴投资有限公司收购银泰商业（集团）有限公司股权存在未依法申报违法实施经营者集中案情形，国家市场监督管理总局依据《中华人民共和国反垄断法》，对阿里巴巴投资有限公司处以50万元人民币罚款的行政处罚[4]。
- 2024年12月17日，阿里巴巴公告称将向由雅戈尔和银泰管理团队成员组成的购买方财团出售银泰全部股权，出售的所得款项总额约为人民币74亿元[5]。

## 外部連結
- 銀泰百貨網站 （页面存档备份，存于）
- 银泰网在线购物中心